# Benzylgruppe

Benzyl-Gruppe (blau) oben, von links nach rechts, als Teil eines Moleküls, als Benzylradikal und in Benzylamin sowie unten, von links nach rechts, in Benzylbromid, Chlorameisensäurebenzylester und Benzylmethylether. R = Heteroatom, Organyl-Rest, wie Alkyl, Aryl, Allyl etc. oder andere Reste mit einer freien Valenz.

Als Benzylgruppe, älter α-Tolylgruppe, bezeichnet man in der organischen Chemie die Phenylmethylen-Gruppe –CH2–C6H5; für Benzyl- werden folgende zum Teil mehrdeutigen und von keiner IUPAC-Richtlinie regulierten Abkürzungen verwendet: Bn (steht auch für die Benzylidengruppe), Bz (steht auch für die Benzoyl-Gruppe), seltener die eindeutigen Kürzel Bzl oder CH2Ph. Beispiele für Verbindungen mit einer Benzylgruppe sind Benzylalkohol, Benzylamin, Benzylchlorid und das als Weichmacher eingesetzte Benzylbutylphthalat (BBP).
Die Benzylgruppe wird in der Peptid-Chemie, der Kohlenhydratchemie und in vielen Totalsynthesen von Naturstoffen als Schutzgruppe für Heteroatome verwendet, weil sie sich leicht hydrogenolytisch, d. h. unter milden Bedingungen, wieder abspalten lässt. Als einziges Nebenprodukt entsteht dabei das flüchtige Toluol.
Die Benzylierung, d. h. Einführung einer Benzylgruppe in eine Verbindung, erfolgt meist durch eine Substitutions-Reaktion mit Benzylhalogeniden.